# Leopoldine Konstantin

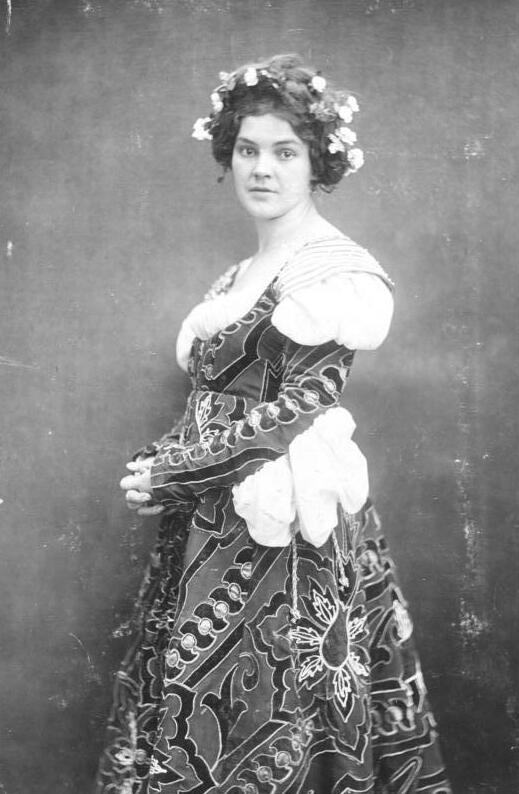
Leopoldine Konstantin als Buhlschaft im Jedermann 1912

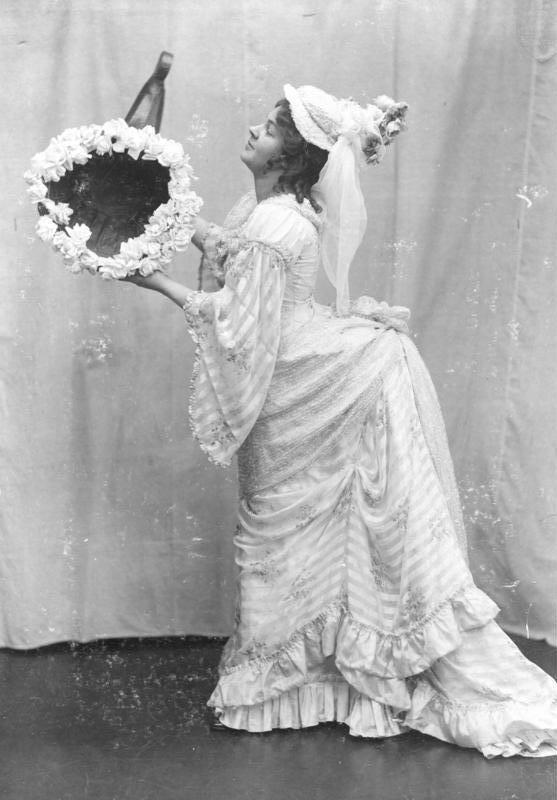
Konstantin als Fortuna in Lumpazivagabundus am Deutschen Theater 1911

Leopoldine Eugenie Amelie Konstantin (verwitwete Strakosch, geschiedene Herzceg, * 12. März 1886 in Brünn; † 14. Dezember 1965 in Wien) war eine österreichische Schauspielerin.

## Leben
Ihr Vater war Michel Constantin (1855–1911), der im Jahr 1890 als Redakteur die von Eduard Michael Kafka (Sohn von Maria Constantin) herausgegebene Moderne Dichtung betreute.
Sie nahm bei Alexander Strakosch (1846–1909), den sie kurz darauf heiratete, privaten Schauspielunterricht und debütierte 1907 bei Max Reinhardt am Deutschen Theater in Berlin. Sie verkörperte Thea in Frank Wedekinds Frühlings Erwachen (1907), den Pagen in Shakespeares Romeo und Julia (1907), Perdita in Ein Wintermärchen (1908) und Puck in Ein Sommernachtstraum (1910).
Ab 1911 war sie auch an den Berliner Kammerspielen zu sehen und wurde eine bekannte Persönlichkeit der Berliner Salons. Während des Ersten Weltkrieges wechselte sie 1916 nach Wien, wo sie – bisweilen verglichen mit Helene Odilon   – am Stadttheater Wien, am Theater in der Josefstadt und am Deutschen Volkstheater auftrat. Sie stellte hier typische Grande Dames dar, besonders erfolgreich war sie 1924 am Volkstheater in der Titelrolle von Friedrich Schillers Maria Stuart.
Seit 1912 wirkte sie in Stummfilmen mit, zunächst in Hauptrollen. Als sie nach dem Ersten Weltkrieg zunehmend mit Nebenrollen vorliebnehmen musste, wandte sie sich einige Zeit von diesem Medium ab. 1923 erbaute sie für sich und ihren Sohn Alexander in Westerland ein Haus, 1924 heiratete sie den ungarischen Ministerialrat und Autor Géza Herczeg.
Ab 1933 nahm sie ihre Filmarbeit wieder auf, 1935 kehrte sie nach Österreich zurück. Inzwischen geschieden, emigrierte sie 1938 nach England. Nach dem Verlust ihres Sohnes bei einem Bombenangriff auf London übersiedelte Konstantin in die USA. Da sie nur sehr schlecht Englisch sprach, musste sie sich zunächst als Fabrikarbeiterin durchschlagen, bis sie nach intensivem Sprachstudium 1946 in Alfred Hitchcocks Berüchtigt eine große Nebenrolle als besitzergreifende Mutter eines Nazi-Sympathisanten (Claude Rains) erhielt. Gefragt, warum sie trotz guter Kritiken nur diesen einen Hollywood-Film drehte, antwortete sie: „My very first part and they made me in this a monster!“.
Bis 1957 wirkte Leopoldine Konstantin in drei Episoden heute weitgehend vergessener amerikanischer Fernsehserien mit. Bereits 1948 kehrte sie nach Österreich zurück, konnte an ihre früheren Erfolge jedoch nicht anknüpfen. Nur gelegentlich arbeitete sie auch an deutschen Theatern oder beteiligte sich an Lesungen für den Rundfunk.
Leopoldine Konstantin lebte zuletzt gemeinsam mit ihrer Adoptivtochter Elisabeth Herczeg in der Wiener Trauttmansdorffgasse; sie starb am 15. Dezember 1965 an Herzstillstand und wurde auf dem Wiener Zentralfriedhof (Evangelischer Friedhof Simmering)  zur letzten Ruhe gebettet. 

## Filmografie (Auswahl)
- 1910: Sumurun
- 1912: Gebannt und erlöst
- 1912: Die Hand des Schicksals

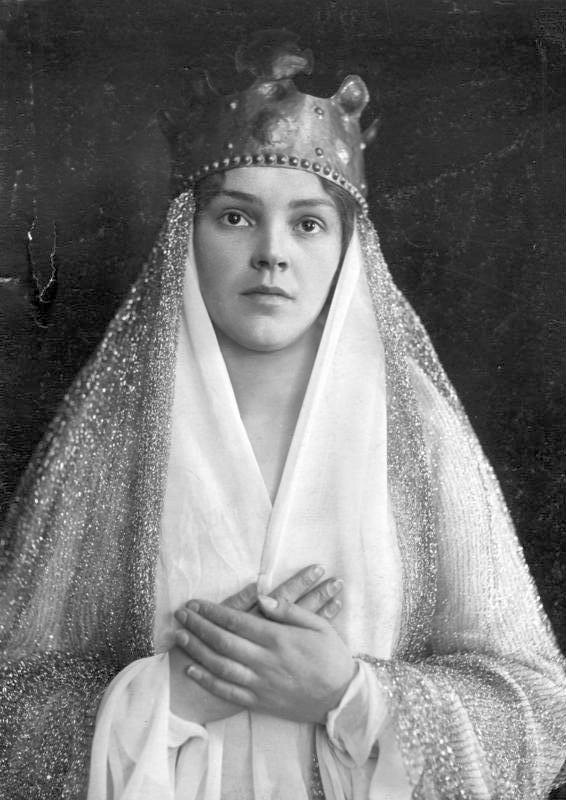
Leopoldine Konstantin als Maria in der Inszenierung von Eduard Stuckens Gawân. Ein Mysterium in den Berliner Kammerspielen, 1910

- 1912: Die Heldin der schwarzen Berge
- 1913: Vater und Sohn
- 1913: Ultimo
- 1913: Die Insel der Seligen
- 1913: Schuldig
- 1914: Kleine weiße Sklaven
- 1914: Die zerbrochene Puppe
- 1915: Die Tänzerin
- 1916: Das Wiegenlied
- 1917: Aus vergessenen Akten
- 1917: Eine Nacht in der Stahlkammer
- 1917: Der Onyxknopf
- 1918: Lola Montez
- 1919: Der Volontär
- 1919: Der Verrat der Gräfin Leonie
- 1919: Können Gedanken töten?
- 1920: Der Shawl der Kaiserin Katharina II.
- 1920: Präsident Barrada
- 1920: Weltbrand
- 1921: Der Silberkönig (4 Teile)
- 1933: Saison in Kairo
- 1933: Es tut sich was um Mitternacht
- 1934: Csibi, der Fratz
- 1934: Liebe dumme Mama
- 1934: Prinzessin Turandot
- 1934: Der alte und der junge König
- 1935: Frischer Wind aus Kanada
- 1936: Mädchenpensionat
- 1937: Und du mein Schatz fährst mit
- 1937: Andere Welt
- 1946: Berüchtigt (Notorious)
- 1950: The American (Episode Philco Television Playhouse) (TV)
- 1950: The Swan (Episode des Actor's Studio) (TV)
- 1957: Victoria Regina (Episode von Robert Montgomery Presents) (TV)

## Hörspiele (Auswahl)
- 1951 Hugo von Hofmannsthal: Lucidor – Regie: Paul Land, Verlag SWR Edition, ISBN 9783956154706